# Bakteriofagterapi
Baketriofagterapi eller fagterapi er behandling med bakteriofager for at bekæmpe en bakterie-infektion. Princippet blev beskrevet omkring 1920, altså før penicillin og andre antibiotika blev opdaget og udviklet til effektive behandlingsmidler. Bakteriofager blev opdaget netop på grund af deres evne til at reproducere i en sygdomsfremkaldende bakterie, slå den ihjel og derved kurere patienten.
I en tid med stærkt øget antibiotikaresistens og deraf følgende omsiggribende livstruende og persisterende infektioner kan bakteriofagterapi være et behandlingsalternativ. Derfor forsker man i at opdrætte bakteriofager mod multiresistente bakterier.
Danske forskere bidrager med udvikling af dette fagområde.

## Eksterne links og henvisninger
1. ↑  Bakteriofagterapi. Ugeskrift for Læger 2020
2. ↑  Phage Therapy for Antibiotic-Resistant Bacterial Infections. Annual Review of Medicine 2022
3. ↑  Bacteriophages the Modern Way. Science 2022
4. ↑  "Bakteriofagterapi. Biotech Academy". Arkiveret fra originalen 15. januar 2020. Hentet 15. januar 2020.
5. ↑  Engineering of Salmonella Phages into Novel Antimicrobial Tailocins. Københavns Universitet 2023
6. ↑  Første dansker behandlet med bakteriofagterapi - resultaterne er positive. Region Sjælland 2023

- Bakteriofager slår direkt mot resistenta bakterier. sverigesradio. se
- A virus, fished out of a lake, may have saved a man’s life — and advanced science. STAT 2016
- As The World Focuses on Coronavirus Another Devastating Health Threat Is Brewing. ScienceAlert 2020

| Lægevidenskab | Spire Denne artikel om lægevidenskab er en spire som bør udbygges. Du er velkommen til at hjælpe Wikipedia ved at udvide den. |